# Cappello d'oro di Berlino
Il Cappello d'oro di Berlino (in tedesco Berliner Goldhut) è un manufatto risalente alla tarda Età del bronzo realizzato in una sottile lamina d'oro. Fu utilizzato come copertura esterna di un lungo copricapo conico, probabilmente realizzato in materiale organico.
Il Cappello d'oro di Berlino è quello che si è meglio conservato rispetto ai quattro "Cappelli d'Oro" rinvenuti in Europa e risalenti, più o meno, tutti alla stessa epoca. Degli altri tre, due sono stati rinvenuti in Germania e uno in Francia. Tutti e quattro sono stati rinvenuti tra il XIX e XX secolo.
Generalmente si presume che tali oggetti siano stati delle insegne di divinità o di religiosi, collegati ad un culto solare molto diffuso in Europa nella tarda Età del bronzo. Si presume che tali oggetti abbiano avuto anche funzioni calendariali o astronomiche.
Il Cappello d'oro di Berlino è stato acquistato nel 1996 dal Museum für Vor- und Frühgeschichte di Berlino come ritrovamento unico senza provenienza, ed oggi è esposto nel Neues Museum. Uno studio comparativo degli ornamenti e delle tecniche utilizzate nella sua creazione, suggerisce che è stato realizzato alla fine dell'Età del bronzo, tra il 1000 a.C. e 800 a.C. circa.

## Descrizione
Il Cappello d'oro di Berlino ha una forma conica allungata, pesa circa 490 grammi ed è tutto ricoperto di decorazioni incise tramite piccoli stampi o ruote decorate. La sua realizzazione è molto simile a quella Cono d'oro di Ezelsdorf-Buch.

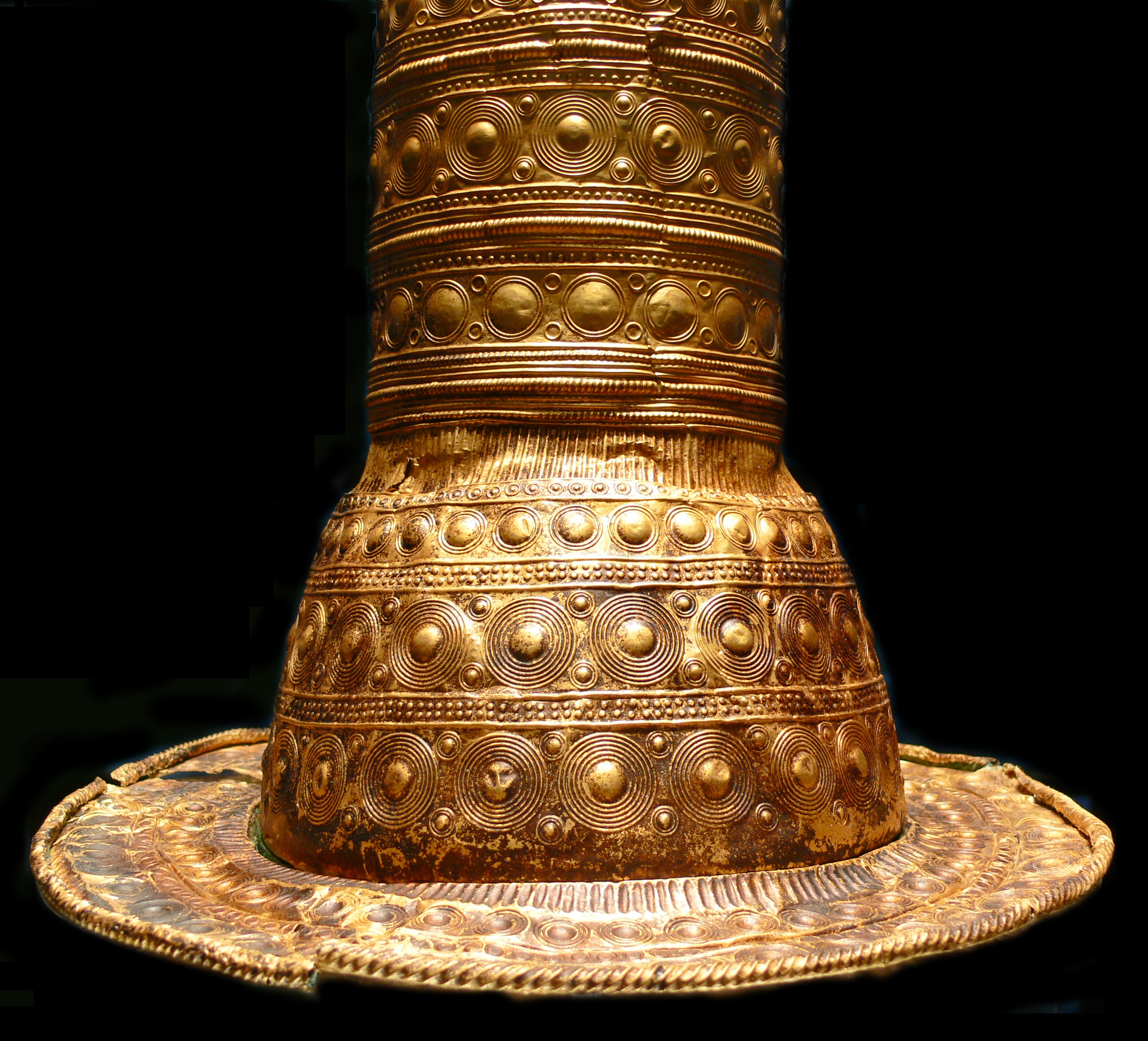
Dettaglio.

Nella parte inferiore del cono si può notare che il foglio d'oro del reperto è rafforzato da un anello di 10 mm di larghezza in bronzo. Il bordo esterno della tesa è rafforzata da un filo a sezione quadrata ritorto su se stesso, attorno al quale si avvolge la lamina d'oro. L'altezza totale è di 745 mm. Il metallo che compone l'artefatto è una lega d'oro composta da: 87,7% Au, 9,8% Ag, 0,4% Cu e 0,1% di Sn. Fu costruito come un unico pezzo e il suo spessore medio è di 0,6 mm. Il cono è decorato con 21 bande orizzontali e righe di simboli lungo tutta la sua lunghezza.
Sono stati utilizzati quattordici diversi timbri e tre ruote decorate o stampi cilindrici. La bande orizzontali sono state decorate sistematicamente con gli stessi simboli ripetuti.
Le singole bande ornamentali sono state separate otticamente tracciando costolature e bulbi, in gran parte realizzati con l'uso di timbri cilindrici. Le bande contengono maggiormente motivi circolari. Una delle bande è particolare: è decorata con una fila di righe reclinate crescenti, ognuna terminante con un simbolo a forma di mandorla o di occhio. La punta del cono è abbellita con un otto stelle.
La giunzione tra il cono e il piede è decorata da una vasta fascia di nervature poste in verticale. La tesa è decorata con simboli simili al resto dell'artefatto.

## Calendario

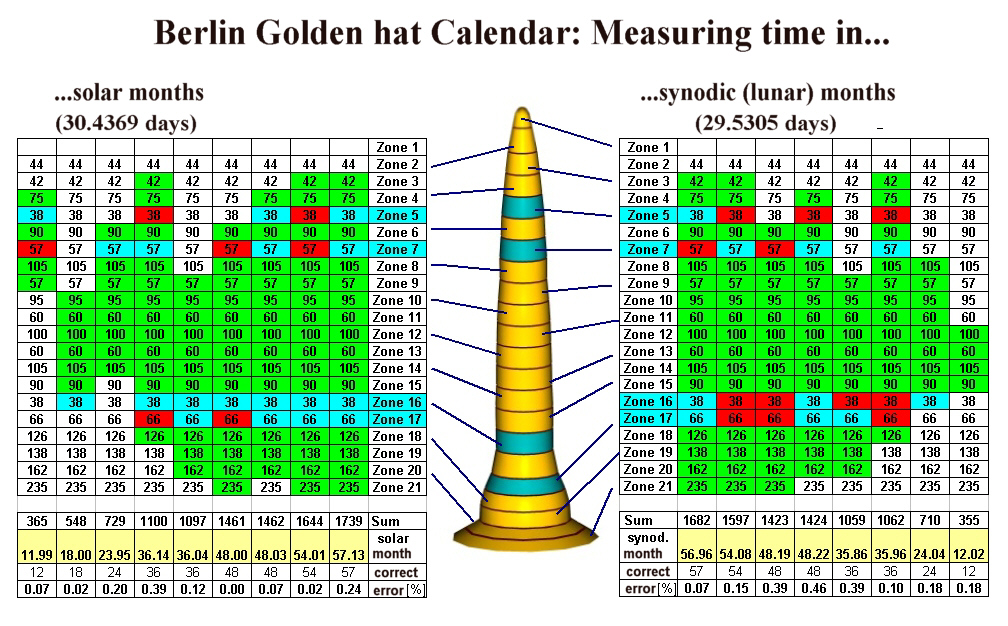
Calendario sul Cappello d'oro di Berlino

Una moderna interpretazione del reperto ha portato a supporre che vi sia una correlazione tra numeri e i vari tipi di incisioni che decorano l'oggetto. Uno studio dettagliato sul cappello di Berlino, l'unico pienamente preservato, ha rivelato che i simboli probabilmente rappresentano un calendario lunisolare; inoltre avrebbe consentito di ottenere delle date sia nel calendario solare che in quello lunare..
Dal momento che una esatta conoscenza dell'anno era di particolare interesse per la determinazione di eventi religiosi importanti come ad esempio il solstizio d'estate o d'inverno, le conoscenze astronomiche raffigurate sui Cappelli d'oro erano di alto valore nella società arcaica. Se i cappelli sono stati effettivamente utilizzati per la determinazione di tali date, o se semplicemente rappresentavano tali conoscenze, non è noto.
Le relazioni scoperte finora permetterebbero il conteggio di unità temporali fino a 57 mesi. Una semplice moltiplicazione di tali valori permetteva anche il calcolo di periodi più lunghi, ad esempio i cicli metonici.
	
Ogni simbolo, o ogni anello di un simbolo, rappresenta un solo giorno. Oltre a questi ornamenti ci sono varie fasce composte da un diverso numero di anelli che rappresentavano 
i giorni che dovevano essere aggiunti i sottratti al periodo in questione.
Ancora non sono state completamente decifrate queste funzioni matematiche incorporate dentro oggetti artistici, ma uno schema di comprensione generico del Cappello di Berlino è stato raggiunto.
In linea di principio, a partire da Z_i zona, un dato è ottenuto sommando i numerosi valori che popolano le sezioni contigue: Z_i .. Z_i + n. Per raggiungere l'equivalente valore riferito al calendario lunare o solare, da questo importo iniziale deve essere sottratta la somma di simboli della zona intercalare (s).
L'illustrazione riporta i dati solari sulla sinistra e quelli lunari sulla destra. I campi blu o rossi nelle zone 5, 7, 16 e 17 sono le zone intercalari. I valori dei singoli campi sono ottenuti moltiplicando il numero di simboli per zona con il numero di anelli o cerchi incorporati in ogni simbolo predominante. Ai simboli speciali nella zona 5 è assegnato il valore "38", come indicato dal numero.
Esempio
La zona 12 è dominata da 20 ripetizioni del simbolo numero 14, un disco circondato da 5 cerchi concentrici.
Di conseguenza, il simbolo ha il valore di 20 x 5 = 100.	
I più piccoli anelli collocati tra i più grandi del simbolo n ° 14 sono considerati come semplici oggetti di ornamento e quindi non contano.
Attraverso questo sistema, i Cappelli d'oro possono essere utilizzati per calcolare date in un sistema lunisolare, vale a dire una lettura diretta di entrambe le date lunari o solari, ma anche convertirle tra di loro.

## Provenienza
Il Cappello d'oro di Berlino è stato messo in vendita nel 1995 e nel 1996 fu acquistato dal Museum für Vor- und Frühgeschichte di Berlino. Il venditore sosteneva che l'oggetto proveniva da un'anonima collezione privata svizzera, realizzata tra gli anni 1950-1960. Si presume che il reperto sia stato trovato nel sud della Germania o in Svizzera. Ulteriori dettagli non sono noti. La buona conservazione del cono suggerisce che deve essere stato accuratamente riempito con terreno o cenere e poi sepolto in verticale nel suolo.

## Realizzazione
Il metallo che compone l'artefatto è una lega d'oro composta da: 87,7% Au, 9,8% Ag, 0,4% Cu e 0,1% di Sn. Fu costruito come un unico pezzo e il suo spessore medio è di 0,06 mm. La quantità di oro usato ammonta a circa un cubo di soli 3 centimetri di lato. Si ritiene che per evitare di danneggiare la lamina durante la lavorazione, l'oro fosse stato riscaldato a 750 °C, in modo da avere un materiale molto malleabile. Dal momento che la lega d'oro ha un relativamente basso punto di fusione, circa 960 °C, si è dovuto ricorrere ad un attento controllo della temperatura, in modo da evitare qualsiasi fusione del pezzo lavorato. Per questo, gli artigiani utilizzarono un forno con fuoco di carbone, simile a quelli utilizzati per le ceramiche. La temperatura potrebbe essere stata controllata solo attraverso l'aggiunta di ossigeno, utilizzando un mantice. Probabilmente il cono fu riempito di pece o resina d'alberi, per permetterne un'agevole decorazione senza rischiare di rompere la delicata lamina.